# Artosis
Daniel Ray Stemkoski (sinh ngày 6 tháng 4 năm 1983), được biết đến với biệt danh Artosis, là một bình luận viên esports chuyên nghiệp người Mỹ. Stemkoski hiện hoạt động tại Seoul, Hàn Quốc với vai trò bình luận trong các giải đấu Starcraft chuyên nghiệp bằng tiếng Anh. Cùng với Nick "Tasteless" Plott, anh làm công việc bình luận cho các trò chơi của  AfreecaTV Global StarCraft II League.

## Xuất thân
Artosis sinh ra và lớn lên ở Salem, New Hampshire. Thời trẻ, anh vốn là người đam mê thể thao. Sở thích của anh là trượt ván, chơi bóng rổ, tham gia các giải đấu cờ vua và các trò chơi chiến thuật.
Sau khi tiếp xúc với Starcraft, niềm đam mê chơi và nghiên cứu trò chơi đã ảnh hưởng tiêu cực đến kết quả học tập thời trung học của anh. Artosis tốt nghiệp trường trung học Salem vào năm 2002.

## Sự nghiệp với StarCraft
Năm 14 tuổi, Artosis được tiếp xúc lần đầu với StarCraft khi đến chơi tại nhà người bạn thân. Anh nhận được một bản sao của trò chơi vào sinh nhật thứ 15 của mình và thường chơi cùng bạn bè. Sau một tai nạn khiến anh phải nằm liệt giường một thời gian, anh bắt đầu tham gia thi đấu StarCraft.
Artosis chia sẻ trong năm đầu tiên, anh đã dành khoảng 1.200 giờ để chơi StarCraft, trung bình lên đến 16 giờ một ngày. Khi thói quen chơi game bắt đầu ảnh hưởng đến cuộc sống, cha mẹ đã tìm cách ngăn cản anh. Tuy nhiên, Artosis đã quyết tâm sẽ theo đuổi sự nghiệp với StarCraft - trong bối cảnh trò chơi đang rất thịnh hành ở Hàn Quốc lúc đó. Tại thời điểm này, anh được xếp hạng trong ba người chơi StarCraft hàng đầu của Mỹ. Artosis là đại diện cho khu vực Bắc Mỹ hai lần tại Giải vô địch StarCraft Thế giới và từng 8 lần thi đấu trong các trận chung kết của Hoa Kỳ.
Artosis đã tổ chức và tham gia bình luận trong một giải đấu StarCraft ở New Hampshire. Anh chia sẻ bản thân cảm thấy cộng đồng game thủ xứng đáng nhận được những bình luận chuyên nghiệp hơn, và quyết định tự mình làm điều đó. Các chương trình phát sóng của anh đã được ghi lại và tải lên trên Web. Artosis sau đó được công ty truyền hình Hàn Quốc International e-Sports Group (IEG) tiếp cận vào năm 2008 và nhận lời làm việc với họ. Anh là bình luận viên StarCraft người phương Tây thứ hai ở Hàn Quốc, sau Nick Plott.
Tại Hàn Quốc, Artosis cùng sống chung trong một căn hộ nhỏ với 15 game thủ chuyên nghiệp tuổi teen. Khi StarCraft II sắp ra mắt, Artosis và một nhà bình luận người Mỹ khác sống ở Seoul, Nick "Tasteless" Plott, đã thu hút được lượng người theo dõi đáng kể và nhận được sự quan tâm của các mạng truyền hình thương mại. Hai người bắt đầu tham gia diễn xuất cùng nhau và được biết đến với biệt danh Tastosis (kết hợp giữa Tasteless và Artosis). Trước khi hợp tác, cả hai đã quen biết nhau khi còn đang chơi game.
Polygon cho rằng thành công của họ là nhờ sự kết hợp giữa hai tính cách, với Artosis có thiên hướng bách khoa và phân tích, trong khi Plott thì táo bạo và hòa nhã. Tháng 7 năm 2013, Polygon đánh giá Tastosis là "bộ đôi diễn viên StarCraft 2 nổi tiếng nhất thế giới", cả hai khi đó đang phát sóng cho GOMTV Global StarCraft II League. Rich McCormick của PC Gamer đã lấy ví dụ về cặp đôi này vào năm 2011 để minh họa cách thức ngành thể thao điện tử đang cho ra đời những người nổi tiếng. Paul Miller của The Verge gọi Tastosis là "những chuyên gia diễn xuất chính của StarCraft". Một bộ phim tài liệu gây quỹ cộng đồng về sự nghiệp của họ, Sons of StarCraft, đã được phát hành vào đầu năm 2013.
Artosis đã tham gia cùng với Tasteless tại vòng chung kết StarCraft II World Championship Series 2012 tại Châu Âu, Úc và Châu Đại Dương cùng các tuyển thủ quốc gia Vương quốc Anh, DreamHack Winter 2011, IGN Pro League mùa thứ 2, và Major League Gaming 2012 Spring Arena, Raleigh và Orlando 2011. Artosis bình luận solo tại DreamHack Open 2013 ở Stockholm.
Hai nhân vật trong game StarCraft II: Heart of the Swarm đã được đặt theo tên của họ.
Trên kênh YouTube ArtosisTV của mình, anh thường xuyên đăng tải nội dung liên quan đến Starcraft và Starcraft II. Tính đến tháng 7 năm 2021, kênh có hơn 126.000 người đăng ký.

## Sự nghiệp với Hearthstone
Artosis bắt đầu chơi trò chơi thẻ bài sưu tập trực tuyến Hearthstone: Heroes of Warcraft của Blizzard Entertainment trong giai đoạn thử nghiệm closed beta vào năm 2013. Anh bắt đầu sáng tạo các podcast Hearthstone vào tháng 9 năm 2013. Tháng 11 năm 2013, Blizzard đã mời Artosis tham gia Innkeeper's Invitational, một giải đấu do Hearthstone tổ chức như một phần của hội nghị BlizzCon hàng năm. Ngày 8 tháng 11, Artosis đã giành chiến thắng trong giải đấu và lên ngôi "Grandmaster of the Hearth".
Artosis đóng vai trò bình luận thường xuyên tại các giải đấu - bao gồm Hearthstone. Anh đã được xuất hiện trong các chương trình Fight Night Hearthstone của ESports Global Network, với vai trò là thành viên của Team Dogehouse và tại Seatstory Cup 2015. Anh cũng đồng thời là một streamer trên Twitch.

## Gia đình
Stemkoski đã kết hôn và hiện sống ở Seoul, Hàn Quốc cùng vợ con. Vợ anh sinh ra trên Đảo Hoàng tử Edward và chuyển đến Hàn Quốc vào khoảng năm 2009. Năm 2017, cô đã cố gắng lên chuyến bay của Air Canada trở lại đảo một mình cùng ba đứa con, nhưng bị ngăn cản bởi các quy định của Bộ Giao thông Vận tải Canada yêu cầu mỗi trẻ em dưới 2 tuổi phải có người lớn đi cùng. Chồng cô không thể đi cùng cô vì công việc của anh phải đi lại nhiều.